# برج‌آباد (مشهد)
برج‌آباد روستایی در دهستان کنویست بخش مرکزی شهرستان مشهد استان خراسان رضوی ایران است. بر پایه سرشماری عمومی نفوس و مسکن در سال ۱۳۹۰ جمعیت این روستا ۱۸۹ نفر (در ۵۴ خانوار) بوده‌است.